# Minettia seminigra
Minettia seminigra är en tvåvingeart som beskrevs av Malloch 1933. Minettia seminigra ingår i släktet Minettia och familjen lövflugor. Inga underarter finns listade i Catalogue of Life.